# 5815 Shinsengumi
5815 Shinsengumi eller 1989 AH är en asteroid i huvudbältet som upptäcktes den 3 januari 1989 av den japanska astronomen Tsutomu Seki vid Geisei-observatoriet. Den är uppkallad efter en grupp samurajer kallad Shinsengumi.
Asteroiden har en diameter på ungefär 18 kilometer och den tillhör asteroidgruppen Alauda.